# Grayaria attemsi
Grayaria attemsi är en mångfotingart som beskrevs av Chamberlin 1943. Grayaria attemsi ingår i släktet Grayaria och familjen Xystodesmidae. Inga underarter finns listade i Catalogue of Life.